# 埃雷拉德洛斯纳瓦罗斯
埃雷拉德洛斯纳瓦罗斯，是西班牙阿拉贡自治区萨拉戈萨省的一个市镇。 总面积105平方公里，总人口599人（2001年），人口密度6人/平方公里。